# Vin vào sự khó lấy làm tin
Vin vào sự khó lấy làm tin (tiếng Anh: Argument from incredulity) là ngụy biện phi hình thức. Nó khẳng định rằng vì mệnh đề nào đó mâu thuẫn với mong đợi hay niềm tin cá nhân của một ai, hay khó mà hình dung được, nên mệnh đề đó ắt phải sai.
Trong tiếng Anh có các cách gọi về ngụy biện này như argument from incredulity, argument from personal incredulity (lập luận dựa trên việc cá nhân khó lấy làm tin), appeal to common sense (vin vào lẽ thường), hay divine fallacy (ngụy biện đổ cho thần thánh).
Lập luận này có thể có dạng:
1. Tôi không tài nào tưởng tượng nổi làm sao F lại có thể đúng được; cho nên F phải sai.
2. Tôi không tài nào tưởng tượng nổi làm sao F lại có thể sai được; cho nên F phải đúng.

Ngụy biện kiểu này đôi khi có thể nảy sinh từ sự mắc mớ cảm xúc không phù hợp, từ sự nhập nhằng giữa ảo tưởng và hiện thực, từ sự thiếu hiểu biết, hay từ linh cảm bột phát, nhất là những khi thời gian eo hẹp. Ngụy biện kiểu này cũng thường xuyên được sử dụng để cãi rằng điều gì đó ắt phải có nguồn gốc siêu nhiên hoặc thậm chí ngược lại. Hình thức lý luận này là ngụy biện vì việc một ai không thể tưởng tượng được phát biểu nào đó có thể đúng hay sai thì không đưa được thông tin nào chứng tỏ phát biểu đấy là đúng hay là sai trong thực tế.